# Powiat de Racibórz
Le powiat de Racibórz (en polonais : powiat raciborski) est un powiat appartenant à la voïvodie de Silésie dans le sud de la Pologne.

## Division administrative
Le powiat compte 8 communes :
- 1 commune urbaine : Racibórz ;
- 5 communes rurales : Kornowac, Krzyżanowice, Nędza, Pietrowice Wielkie et Rudnik ;
- 2 communes mixtes : Krzanowice et Kuźnia Raciborska.

## Jumelage
- Rendsburg (Allemagne) depuis 2004[1]